# Châteauneuf-le-Rouge
Châteauneuf-le-Rouge ist eine französische Gemeinde mit 2331 Einwohnern (Stand 1. Januar 2022) im Département Bouches-du-Rhône in der Region Provence-Alpes-Côte d’Azur.

## Geografie
Die Gemeinde liegt zehn Kilometer östlich von Aix-en-Provence. Weitere Nachbarorte sind Fuveau, Gardanne und Meyreuil. Im Norden bildet das Cengle-Plateau eine natürliche Begrenzung der Gemeinde, im Süden wird diese durch den Fluss Arc dargestellt. Zur Gemeinde gehört neben Châteauneuf-le-Rouge der Weiler La Galinière.

## Geschichte
Im zwölften Jahrhundert wurde das Dorf erstmals erwähnt. Damals existierte bereits eine Kapelle. Ursprünglich hieß das Dorf Négrel oder auch Negreoux. Den Beinamen le-Rouge erhielt das Dorf 1585, offiziell wurde der Name jedoch erst ab 1778 verwendet. Das Wappen des Dorfes wurde 1977 per Zufall wiederentdeckt. Die neue Burg, Namensgeber des Ortes, war wahrscheinlich Nachfolgerin eines römischen Castrums. Lange Zeit war die Gemeinde von der Landwirtschaft, unter anderem auch von der Schafzucht, abhängig. 

## Kultur und Sehenswürdigkeiten
- Schloss aus dem 16. und 18. Jahrhundert mit Schlosspark
- Antike römische Straße
- Wanderweg nach Beaurecueil
- Museum Arteum (Provenzalische Gemälde)

## Verkehr
Nahe dem Ort befindet sich ein Autobahndreieck. Dort führt die A52 auf die A8.

## Bevölkerungsentwicklung
| Jahr                       | 1962 | 1968 | 1975 | 1982 | 1990 | 1999 | 2008 | 2016 | 2021 |
| Einwohner                  | 113  | 165  | 285  | 1071 | 1283 | 1869 | 2104 | 2162 | 2357 |
| Quellen: Cassini und INSEE |      |      |      |      |      |      |      |      |      |